# Утешение (деревня)
Утеше́ние — деревня в Фалилеевском сельском поселении Кингисеппского района Ленинградской области.

## История
В 1805 году супруги Эрмина Карловна и Иван Львович Альбрехт выкупили село Ратчино у Разумовских и в начале 1830-х построили близ него усадьбу. Новое имение они назвали «Утешение» в связи с тем, что в 1828 году в сорокалетнем возрасте умер их старший сын Александр, а через три года невестка среднего сына, Карла Ивановича Варвара Сергеевна. Центром усадьбы стало озеро с двумя островками, созданное при помощи плотины на реке Сума. Господский дом был построен в стиле английской готики и находился на самом высоком месте на берегу.
На карте Санкт-Петербургской губернии Ф. Ф. Шуберта 1834 года обозначена мыза Утешение и при ней водяная мельница.

УТЕШЕНЬЕ — деревня принадлежит генерал-майору Албрехту, число жителей по ревизии: 36 м. п., 18 ж. п. (1838 год)

В 1839 году усадьбы Утешение и Котлы с селом Ратчино унаследовал Карл Иванович Альбрехт, который после смерти старшего сына Александра, скончавшегося в 1848 году (ему было всего двадцать восемь лет), передал права владения Ратчинским имением младшему Михаилу. После его смерти в 1850 году, имение перешло к сестрам Альбрехтов: Марии, Ольге, Софье, Екатерине. Управление усадьбой доверили мужу Екатерины — полковнику лейб-гвардии Конно-пионерного дивизиона Ричарду Ивановичу Трувеллеру.
Деревня Утешение отмечена на карте профессора С. С. Куторги 1852 года.
В 1859 году усадьба перешла к Екатерине Карловне Трувеллер и затем была переименована в Лилино.

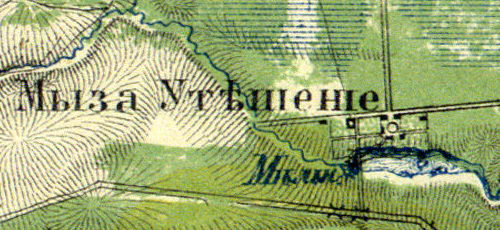
План мызы Утешение. 1860 год

Согласно «Топографической карте частей Санкт-Петербургской и Выборгской губерний» в 1860 году на мызе Утешение была водяная мельница на реке Сума.

УТЕШЕНЬЕ — мыза владельческая при пруде, число дворов — 1, число жителей: 8 м. п., 4 ж. п. (1862 год)

Согласно материалам по статистике народного хозяйства Ямбургского уезда 1887 года мыза Утешенье площадью 3567 десятин принадлежала жене генерал-майора Е. К. Трувеллер, мыза была приобретена до 1868 года. На мызе была своя кузница. Водяная мельница сдавалась в аренду. Охота и рыбная ловля сдавались в аренду крестьянам, поставляющим форель и дичь. За позволение рубить хворост и драть кору, крестьяне отрабатывали 50 пеших дней.
В конце XIX — начале XX века деревня административно относилась к Ратчинской волости 2-го стана Ямбургского уезда Санкт-Петербургской губернии.
По данным «Памятной книжки Санкт-Петербургской губернии» за 1905 год, мыза Утешенье и отрез земли при деревне Лоузно общей площадью 2581 десятина принадлежали вдове генерал-майора Екатерине Карловне Трувеллер.
После революции усадебный дом был переоборудован под больницу.
Согласно данным переписи населения СССР 1926 года в посёлке Утешение Ратчинского сельсовета Котельской волости Кингисеппского уезда проживали 24 человека — большинство русские, а также эстонцы и финны.
По данным 1933 года посёлок Утешение входил в состав Ратчинского сельсовета Кингисеппского района.

План посёлка Утешение. 1938 год

Согласно топографической карте 1938 года посёлок назывался Утешенье и насчитывал 8 крестьянских дворов. В посёлке находились больница и водяная мельница.
По данным 1966, 1973 и 1990 годов деревня Утешение находилась в составе Кайболовского сельсовета Кингисеппского района.
В 1997 году в деревне Утешение не было постоянного населения, деревня входила в состав Кайболовской волости с административным центром в деревне Домашово, в 2002 и 2007 годах — также постоянного населения не было.
На данный момент усадебный дом отдан в аренду и находится на восстановлении.

## География
Деревня расположена в восточной части района на автодороге 41К-111 (Гурлёво — Перелесье) в месте примыкания к ней автодороги на Корчаны.
Расстояние до административного центра поселения — 4 км.
Расстояние до ближайшей железнодорожной станции Котлы — 20,5 км.
Через деревню протекает река Сума.

## Демография
| 2007 | 2010 | 2017 |
| ---- | ---- | ---- |
| 0    | ↗2   | ↘0   |